# Adler's Appetite
Adler's Appetite, à l'origine appelé Suki Jones, est un groupe américain de rock, originaire de Los Angeles, en Californie. Formé par Keri Kelli et Steven Adler en janvier 2003, le groupe comprend le batteur Steven Adler, la chanteuse Constantine Maroulis, le guitariste Carl Restivo, et le guitare soliste Michael Thomas.

## Historique

### Débuts (2003–2004)

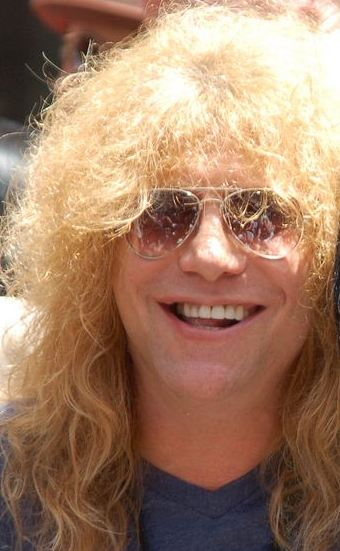
Steven Adler.

Après avoir été renvoyé de Guns N' Roses en 1990, le batteur Steven Adler travaille sur quelques projets, reformant le groupe Road Crew avec les membres du groupe Vain et se joignant brièvement à BulletBoys avant de se joindre à un groupe en 2003, formé par l'ancien guitariste de Slash's Snakepit Keri Kelli qui faisait aussi participer le guitariste de Faster Pussycat; Brent Muscat, l'ancien bassiste de Ratt Robbie Crane et Jizzy Pearl, également ancien membre de Love/Hate. D'abord sous le nom de Suki Jones, le groupe tourne aux US faisant ses débuts scéniques à Kingman, dans l'Arizona, en mars la même année. Ces sets incluent des morceaux issus des albums de Guns N' Roses ; Appetite for Destruction, G N' R Lies et l'EP Live from the Jungle et des morceaux de AC/DC, Thin Lizzy, Aerosmith, Led Zeppelin et Queen,. Pendant la tournée de mai, sur la côte Est, Suki Jones recrute le guitariste Erik Turner, remplaçant de Muscat.
Le mois suivant, ils se rebaptisent Adler's Appetite, d'après Adler et l'album Appetite for Destruction. Le groupe se sépare brièvement de Pearl, qui est remplacé par Sean Crosby,. Toujours sous le nom de Suki Jones, Adler's Appetite joue un concert au Key Club d' Hollywood. Une tournée européenne et américaine suit en janvier et février 2004,; cependant, certaines dates américaines sont annulées du fait que leur promoteur ait refusé de payer le transport,. Adler's Appetite commence à écrire son premier album et signe avec Shrapnel Records pour s asortie. Une tournée européenne suit entre le 25 juin et le 10 juillet, elle-même précédée par deux concerts américains en mai pendant lesquels ils jouent avec le guitariste Beautiful Creatures et Tuff Michael Thomas remplaçant Kelli qui a rejoint le groupe solo de Vince Neil.

### Adler's Appetite(2004–2006)
Adler's Appetite commence la pré-production de son nouvel album en septembre commençant par enregistrer l'EP en novembre. Cependant, avant l'enregistrement, le guitariste Muscat quitte Adler's Appetite. Auto-produit, ils enregistrent l'album aux Dinky Music Recording Studios, de Corona, en Californie, et Vibeville, à Irvine, Californie. L'EP intitulé Adler's Appetite comprend quatre morceaux originaux et deux reprises ; Hollywood de Thin Lizzy et Draw the Line d'Aerosmith. Une reprise du moreau Obscured de Hanoi Rocks devait y être inclus, mais a té remplacée par la reprise de Thin Lizzy,. Adler's Appetite est complété et publié sur le site web du groupe en janvier 2005, puis suivi d'une tournée américaine, britannique et européenne,. Ils jouent en soutien à Hanoi Rocks au Royaume-Uni pour un concert. Cependant, ils sont renvoyés de la scène après avoir été désobligeeant envers l'épouse du guiratiste de Hanoi Rocks, Andy McCoy, lors d'un entretien. Pour quelques concerts en tête d'affiche, ils font appel au guitariste Craig Bedford pour remplacer Kelli,.
Pour leur tournée japonaise de mars, Adler's Appetite recrute le chanteur de Bang Tango et Beautiful Creatures, Joe Lesté, à la place de Pearl. Plus tard, le groupe se met en pause.

### Retour (depuis 2018)
Au début de 2018, Alex Grossi annonce le retour de Adler's Appetite pour une tournée spéciale 30 ans appelée Appetite for Destruction.

## Discographie
- 2005 : Adler's Appetite (EP)